# Molophilus kuniekoondie
Molophilus kuniekoondie är en tvåvingeart som beskrevs av Günther Theischinger 1992. Molophilus kuniekoondie ingår i släktet Molophilus och familjen småharkrankar. Inga underarter finns listade i Catalogue of Life.